# Ophthalamia
Ophthalamia foi uma banda sueca de black metal, com influências de doom metal e death metal, formada em Stockholm em 1989. A banda lançou 2 demos, 4 albuns, e 2 coletâneas antes de acabar em 1998. 
Formada em 1989 pelo vocalista All (Jim Berger) e pelo guitarrista IT (Tony Särkkä), ambos integrantes das bandas Abruptum e Vondur. A banda foi chamada de Ophthalamia em homenagem a um mundo de fantasia criado por IT, com sua própria geografia, criaturas, linguagem e uma deusa demônio chamada Elishia. A maioria das músicas da banda está ligada de alguma forma a esse mundo de fantasia. 
Após as demotapes A Long Journey de 1991 e Journey To Darkness de 1992, ambas gravadas em K7, a banda lança seu álbum de estreia, intutaldo A Journey in Darkness em 1994. O segundo álbum do Ophthalmia, Via Dolorosa, foi lançado em 1995. Em 1997, a primeira coletanea da banda, To Elishia, foi lançado. No ano seguinte, uma versão regravada da primeira demo (A Long Journey de 1991) da banda, também intitulada A Long Journey é lançada com seu e ultimo álbum de estúdio, Dominion, foram lançados. Diferente dos álbuns anteriores que tinham canções inspiradas nas historias de  fantasia criadas por IT, as letras do último álbum foram inspiradas em Macbeth, de Sheakspeare. A Ophthalamia se dissolveu em 1998, com os membros migrando para outras bandas do cenário. O ex-vocalista Shadow (Jon Nödtveidt) morreu por suicídio em 2006. O fundador e guitarrista IT faleceu em 2017.  Uma coletanea intitulado II Elishia II foi lançado em 2019.

## Discografia
- A Long Journey (Demo) 1991
- Journey To Darkness (Demo) 1992
- A Journey In Darkness 1994
- Via Dolorosa, 1995
- To Elishia (Coletanea), 1997
- A Long Journey (nova versão de A journey in darkness), 1998
- Dominion, 1998
- II Elishia II (Coletanea) 2019

## Ligações Externas
- Página oficial dos Ophthalamia (em inglês)